# Agía Marína (kommunhuvudort)
Agía Marína är en kommunhuvudort i Grekland.   Den ligger i prefekturen Nomós Dodekanísou och regionen Sydegeiska öarna, i den östra delen av landet, 290 km öster om huvudstaden Aten. Agía Marína ligger 59 meter över havet och antalet invånare är 2 743. Den ligger på ön Léros Island.
Terrängen runt Agía Marína är kuperad åt sydväst, men österut är den platt. Havet är nära Agía Marína åt sydost.  Agía Marína är det största samhället i trakten. 